# Marcello Garofalo
Marcello Garofalo (Napoli, 31 ottobre 1958) è un critico cinematografico, regista, saggista e scrittore italiano.

## Biografia
Il suo titolo professionale è quello di giornalista pubblicista. È, inoltre, curatore di mostre e docente alla Scuola Nazionale di Cinema.
Nel 1977 si diploma al liceo classico e nel 1981, presso l'Università Federico II di Napoli, consegue la Laurea in Giurisprudenza con tesi in diritto penale su Contraffazione e alterazione di opere d'arte.
Coltiva fin da ragazzo la passione, trasmessagli da suo padre Raffaele, per il cinema, il teatro, la letteratura e l'arte, frequentando nella sua città di nascita assiduamente sale cinematografiche e cineforum, principalmente quello di Via San Sebastiano, diretto da Padre Mario Casolaro, docente di filosofia (di cui Garofalo è allievo al Liceo Ginnasio Vittorio Emanuele II), critico e noto organizzatore di eventi culturali.
Inizia così a scrivere le prime recensioni cinematografiche per rassegne cinematografiche e mostre (tra queste Godzilliana al cinema Modernissimo di Napoli, insieme a Luciano e Alfredo Stella) e a frequentare i festival del cinema.
Nei primi anni Ottanta si dedica all'approfondimento critico del cinema di animazione, in particolare quello di Walt Disney, sperimentando sue fanzine con Nerbini, Comic Art e la francese Bédésup e disegnando una serie di personaggi disneyani anni Trenta per il vol. 2 del Disney Index, La produzione sindacata, curato da Alberto Becattini e Luca Boschi.
Nel 1984, al Festival di Venezia, assiste alla proiezione di C'era una volta in America, il film che gli dà l'occasione di collaborare continuativamente con la rivista Segnocinema e di incontrare il regista Sergio Leone, che lo incarica della cura editoriale del libro sul film, C'era una volta in America – Photographic Memories, libro che raccoglie consensi critici, tra cui anche quello di Bernardo Bertolucci. Il regista, appena reduce dal trionfo di L'ultimo imperatore ai Premi Oscar del 1987, gli affida la realizzazione del volume L'ultimo imperatore – Storia di un viaggio verso Occidente, in cui vengono evidenziate le connessioni tra la storia, l'arte e la letteratura cinesi presenti nell'opera cinematografica.
Dal 1991 inizia a far parte del comitato direttivo-redazionale di Segnocinema, collaborando con la rivista fino al 2023, anno in cui essa cessa la pubblicazione. Un'altra sua collaborazione come critico cinematografico è, dal 1997, con Ciak, dove crea con la direttrice della rivista, Piera De Tassis, la rubrica Bizarro! Movies, dedicata al cinema di genere ed eccentrico, una rubrica presente nella rivista per 27 anni, fino al 2024. Inoltre, dal 2004 al 2006, il Ministro dei beni e delle attività culturali, Giuliano Urbani, lo nomina a far parte della Commissione Cinematografia, sezione per la Promozione della cultura cinematografica.
A partire dal 1992, Garofalo inizia la sua attività prima come sceneggiatore, poi come regista. In particolare, nel 1996, scrive e dirige il mediometraggio Westmoreland Naples (co-regia con Vittorio Guida e Pietro Baldoni), con la partecipazione di Allen Ginsberg, che viene presentato al 14o Festival Cinema Giovani di Torino. Segue, nel 1999, la realizzazione del documentario Angel in the Flesh – Confidential Report on Mr. Dennis Duggan a.k.a. the King of Super8, presentato sempre al 17o Torino Film Festival. Nel 2006, ancora sia come sceneggiatore che regista, realizza il film Tre donne morali, che, presentato alla prima Festa del Cinema di Roma e al Los Angeles Film Festival dello stesso anno, viene accolto positivamente dalla stampa di settore, offrendo l'occasione alle attrici Marina Confalone, Piera Degli Esposti, Lucia Ragni di ricevere ex aequo la candidatura alla 63ª edizione dei Nastri d'argento.
Nel 2017 fa il suo esordio nella narrativa con il romanzo Le calde notti del diabolico Dr. Carelli, una horror-comedy pubblicata anche negli Stati Uniti. I consensi ricevuti lo inducono alla realizzazione di altri due volumi con protagonista il Dr. Carelli, componendo una trilogia.
Fa parte della giuria che assegna i Premi David di Donatello alle opere cinematografiche di film italiani, europei e stranieri e, dall'ottobre 2024, insegna Storia del Cinema e Arti Visive e Stilistica presso il Centro Sperimentale di Cinematografia di Roma. Suoi articoli sono apparsi anche in: Enciclopedia Treccani, Il Manifesto, Alias, Cinecritica, FilmTV, Il Mattino, La Repubblica, Duel, Grazia, L'Illustrazione Italiana, Linus, Bianco & Nero, Scenografia & Costume.

## Pubblicazioni
- C'era una volta in America – Photographic Memories (curatore), Editalia, 1988 ISBN 978-88-706-0192-3
- L'ultimo imperatore – Storia di un viaggio verso Occidente, I.P.Z.S. - Libreria dello Stato, 1991 ISBN 978-88-240-0105-2
- L'immagine cinema (curatore), I.P.Z.S.- Libreria dello Stato, 1992 ISBN 978-88-240-0252-3
- Bertolucci's Buddha (curatore), Electa Napoli, 1994 ISBN 978-88-435-4791-3
- Nelle fauci della follia – Saggi e interventi critici sulle diverse forme di pazzia nel cinema (curatore), U.I.C.C., 1995
- Westmoreland Naples – Pose e visioni beat dal Newark Theater al Partenope (curatore), Electa Napoli, 1997
- Tutto il cinema di Sergio Leone, Baldini&Castoldi, 1999 / Ristampa ed. Paperback, 2002 ISBN 978-88-808-9698-2
- Bertolucci Images (curatore), Pacini-Fazzi Editore, 2001 e, riedizione, Silvana Editoriale, 2010 ISBN 978-88-724-6482-3
- Disney Ricette da fiaba (curatore), The Walt Disney Publishing Group - Disney Editions e Disney Libri, 2003 ISBN 978-88-522-0112-7
- Disney Agenda Cucina (curatore), The Walt Disney Company Italia Spa - Disney Libri, 2004 ISBN 978-88-522-0289-6
- Disney Piccoli Grandi Cuochi (curatore), The Walt Disney Company Italia Spa - Disney Libri, 2006 ISBN 978-88-522-0468-5
- Il resto di niente – Un film di Antonietta De Lillo, Salarchi Immagini, 2006
- La cucina Disney per grandi & piccini (curatore), The Walt Disney Company Italia Spa - Disney Libri, 2008 ISBN 978-88-522-0641-2
- Le calde notti del diabolico Dr. Carelli / The Sizzling Nights of the Diabolical Dr. Carelli, Dark Gem Press, Italia e USA, 2017 ISBN 979-8-9892303-4-1
- Il cinema è mito. Vita e film di Sergio Leone, Minimum Fax, 2020 ISBN 978-88-338-9136-1
- Il ritorno del diabolico Dr. Carelli – Apocalisse infernale / Diabolical Dr. Carelli Returns – Hell's Apocalypse, Dark Gem Press, Italia e  USA, 2022 ISBN 979-8-9892920-0-4
- Dario Argento (curatore con D. De Gaetano), Silvana Editoriale, 2022 ISBN 978-88-366-5171-9
- Il diabolico Dr. Carelli colpisce ancora – Scontro finale / Diabolical Dr. Carelli Strikes Again – Final Reckoning, Dark Gem Press, Italia e USA, 2023 ISBN 979-8-9892303-2-7
- Bernardo Bertolucci – Prima della rivoluzione oggi (curatore), La Nave di Teseo, 2024 ISBN 978-88-346-1976-6

### Illustrazioni
- Ha realizzato (autore della cover e delle illustrazioni originali) il libro-favola Little Buddha – The Story of Prince Siddhartha (1992) per il film Piccolo Buddha, 1993, di Bernardo Bertolucci[8].

## Filmografia

### Regista
- Angel in the Flesh – Confidential Report on Mr. Dennis Duggan a.k.a. the King of Super8 (1999)
- Tre donne morali (2006)

### Sceneggiatore
- Angelo Novi fotografo di scena, regia di Antonietta De Lillo e Giorgio Magliulo (1992) - intervista[9]
- La notte americana del Dr. Lucio Fulci, regia di Antonietta De Lillo (1994) - collaborazione intervista[9]
- Maruzzella, episodio di I Vesuviani, regia di Antonietta De Lillo (1997) - soggetto
- Il pranzo di Natale, regia di Antonietta De Lillo e AA.VV. (2011) - collaborazione intervista a Piera Degli Esposti[10]
- Il signor Rotpeter, regia di Antonietta De Lillo (2017) - co-sceneggiatura con A. De Lillo[11]
- Fulci Talks, regia di Antonietta De Lillo (2020) - collaborazione intervista[12]
- Dario Argento racconta, regia di Andrea Dezzi (2022) - intervista
- L'occhio della gallina, regia di Antonietta De Lillo (2024) - intervista.

## Riconoscimenti
- Premio Domenico Meccoli 1999 assegnato dal Sindacato Nazionale Critici Cinematografici quale miglior libro di cinema dell'anno per Tutti i film di Sergio Leone[13].
- Premio Sergio Leone – II edizione – Torella dei Lombardi, 1994.
- Menzione speciale al Premio Solinas, per soggetto e sceneggiatura di Il cigno di Tuonela (1997)[14].
- Premio Sergio Leone – XI edizione – Torella dei Lombardi, 2003.
- Il 23 settembre 2019 il Centro Sperimentale di Cinematografia gli ha reso omaggio con la serata “Carta bianca al critico Marcello Garofalo” presentando tre suoi cult-movie: La colonna infame (Nelo Risi, 1973), Tony Arzenta (Duccio Tessari, 1973), Il conformista (Bernardo Bertolucci, 1970)[15].